# Михайловск (Стародубский район)
Михайловск — село в Стародубском муниципальном округе Брянской области.

## География
Находится в южной части Брянской области на расстоянии приблизительно 28 км на северо-восток от районного центра города Стародуб.

## История
Упоминалось с первой половины XVII века как владение шляхтича Ревуцкого, со второй половины XVII века по 1781 год входило в состав Бакланской сотни Стародубского полка (бывшее владение Ширая, позднее Галецких). Как село упоминалось с 1690 года, действовала Михайловская церковь (не сохранилась). В 1859 году здесь (село Стародубского уезда Черниговской губернии) было учтено 59 дворов, в 1892—124. В середине XX века работали колхозы «Красный май» и «Красный Совет». До 2019 года входило в состав Гарцевского сельского поселения Стародубского района, с 2019 по 2020 в Меленское сельское поселение до его упразднения.

## Население
Численность населения: 514 человек (1859 год), 853 (1892), 175 человек в 2002 году (русские 99 %), 125 в 2010.